# 도자와 마사쓰구
도자와 마사쓰구(일본어: 戸沢正胤, 1792년 12월 ~ 1858년 8월 21일)는 일본 에도 시대의 다이묘로, 신조번의 9대 번주이다. 어릴적 이름은 긴타로(金太郎)이며, 다른 이름으로는 마사노리(正礼)가 있다. 관위는 종5위하, 야마토노카미, 우쿄노스케(右京亮)이다.
신조 번의 8대 번주 도자와 마사치카의 맏아들로 태어났다. 간세이 8년(1796년), 아버지가 사망함에 따라 가문을 계승하고 번주가 되었다. 번의 재정을 재건하기 위하여, 분세이 원년(1818년)에 고쿠산가타(国産方)를 설치하고 직물업의 장려, 진흥에 힘썼으며, 가메지메오리(亀絞織)를 창시했다. 그밖에도 궁핍자들을 구제하는 등의 정책을 폈다. 덴포 11년(1840년) 3월 18일, 둘째 아들 마사요시에게 가문을 계승케 하고 은거하였다. 하지만 덴포 14년(1843년)에 마사요시가 일찍 사망하였기 때문에, 마사쓰구는 11대 번주가 된 어린 손자 도자와 마사자네의 보좌역을 맡게 되었다. 안세이 5년(1858년) 7월 13일에 67세의 나이로 사망하였다.
| 전임 도자와 마사치카 | 제9대 신조번 번주 1796년 ~ 1840년 | 후임 도자와 마사요시 |